# مغتصب في طريقك

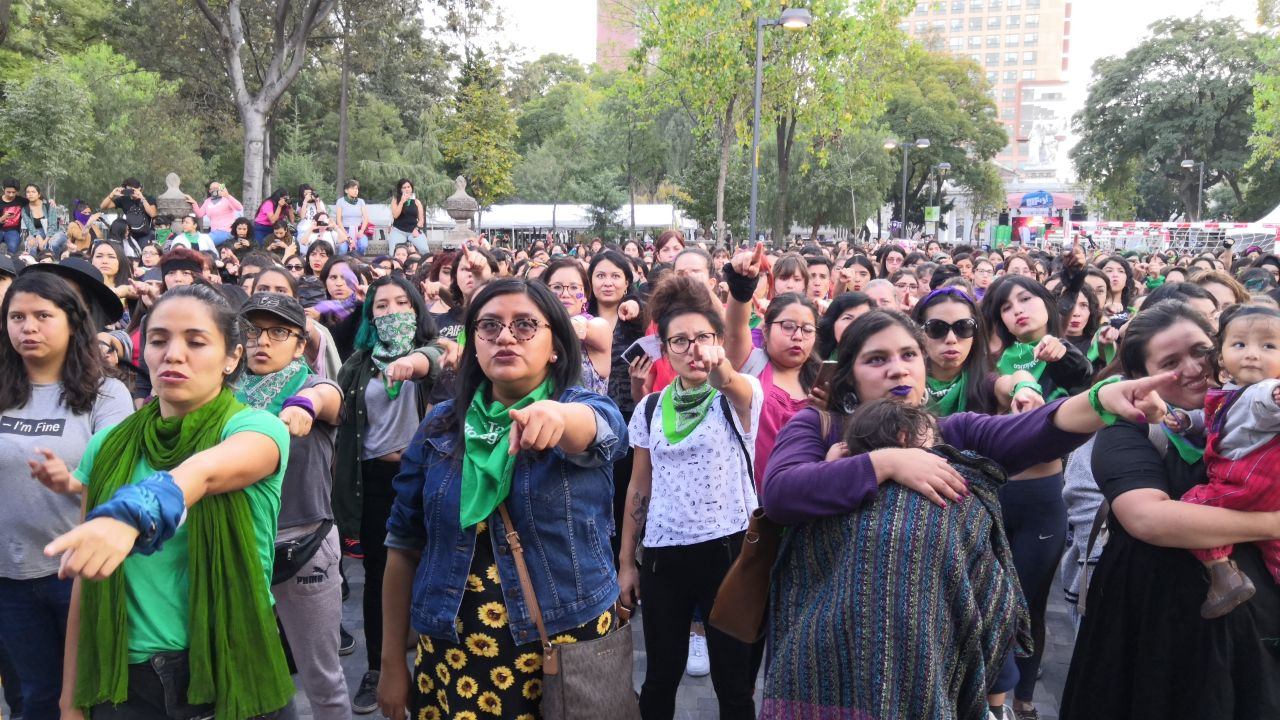
نساء يؤدين رقصة «مغتصب في طريقك» في ألاميدا سنترال.

مُغْتَصِبٌ فِي طَرِيقَكِ (بالإسبانية: Un violador en tu camino)‏ وتُعرف أيضًا باسمِ أنتَ المُغْتَصِبُ هي رقصة أو بالأحرى أداءٌ نسوي تشيلي للاحتجاجِ على العنف ضد المرأة. تُعد تشيلي الموطن الأصلي لهذه الرقصة؛ مع أنها تحضرُ في دول أمريكا اللاتينية الأخرى فضلًا عن انتقالها مؤخرًا للولايات المتحدة ودول أوروبا.
حسبَ ريتا سيجاتو، فقد اختُرعت هذه الرقصة أو هذا الأداء الفنِّي من قِبل حركة نسوية تُدعى «لاس تيسيس» وتنشطُ في مدينة فالبارايسو وقد قُدِّمت لأول مرةٍ في اليوم العالمي للقضاء على العنف ضد المرأة في 25 تشرين الثاني/نوفمبر 2019. انتشرت مقاطع فيديو هذه الرقصة بشكلٍ سريعٍ جدًا على الإنترنت وبدأ مستخدمي وسائل التواصل الاجتماعي بمختلفِ أنواعها في تناقل تلك الفيديوهات؛ ثمَّ أُقيمت عروضٌ مماثلةٌ في كلٍ من المكسيك وكولومبيا وفرنسا وإسبانيا والمملكة المتحدة؛ وقامت الآلاف من النساء بأداء القطعة في زوكالو الساحة الرئيسية في مكسيكو سيتي في 29 تشرين الثاني/نوفمبر 2019.